# Scheidung
Eine Ehescheidung (kurz Scheidung) ist die Auflösung einer Ehe. Grundsätzlich und semantisch wird jede Ehe einmal geschieden, spätestens mit dem Tod eines der Ehegatten; dieser Sachverhalt kommt z. B. in der historisch gewachsenen Eheschließungsformel zum Ausdruck („… bis dass der Tod euch scheidet“). Allerdings wird der Begriff im allgemeinen Sprachgebrauch – und insbesondere in juristischer Hinsicht – verengt auf die Auflösung einer Ehe zu Lebzeiten beider Partner verstanden.
Geschieden ist neben ledig, verheiratet und verwitwet einer der vier weltweit anerkannten Familienstände. Eine Scheidung ist in allen Staaten außer den Philippinen und der Vatikanstadt möglich, Verfahren und Bedeutung können jedoch sehr unterschiedlich sein.
Eine wirksam geschlossene Ehe kann grundsätzlich auf dreierlei Weise beendet werden:
- Tod eines der Ehegatten („… bis dass der Tod euch scheidet“),
- Scheidung (im engeren Sinne) zu Lebzeiten beider Partner oder
- Aufhebung aufgrund einer nachträglichen Feststellung, dass die Voraussetzungen für die Rechtswirksamkeit zum Zeitpunkt der Eheschließung nicht gegeben waren.

In allen vorgenannten Fällen wird davon ausgegangen, dass die Ehe zumindest eine Zeitlang rechtlich Bestand gehabt hat. Hiervon zu unterscheiden sind diejenigen Fälle, bei denen eine Eheschließung zwar formell stattfand, jedoch durch eine Nichtigerklärung (Staatsrecht) oder Annullierung (Kirchenrecht) als von vornherein ungültig erklärt wird. Auch gleichgeschlechtliche Ehen können geschieden werden, eingetragene Lebenspartnerschaften dagegen werden nicht geschieden, sondern aufgehoben (§ 15 LPartG). Eine Scheidung hebt die Schwägerschaft nicht auf.

## Scheidungsrecht in einzelnen Staaten
Afrika
- Namibia: Ehescheidung (Namibia)

Asien
- China: Ehescheidung (China)
- Japan: Ehe und Scheidung in Japan
- Türkei: Ehescheidung (Türkei)

Europa
- Deutschland: Ehescheidung (Deutschland)
- Italien: Eine Besonderheit des Rechts in Italien ist die Umwandlung einer richterlich verfügten Trennung von Tisch und Bett in eine Auflösung der Ehe durch Scheidung.[3]
- Liechtenstein: In Liechtenstein besteht neben der Scheidung die Möglichkeit der Trennung der Ehe.[4]
- Österreich: Ehescheidung (Österreich)
- Schweiz: Ehescheidung (Schweiz)

## Geschichte
Die folgende Tabelle enthält Angaben über die erstmalige Einführung von Gesetzen, die allen Staatsangehörigen – unabhängig von Geschlecht oder Religionszugehörigkeit – zumindest theoretisch Zugang zur Möglichkeit einer Ehescheidung gab. In vielen Fällen blieben auch danach faktisch sehr hohe Hürden, wie z. B. Regelungen nach dem Verschuldensprinzip, die Scheidungen insbesondere für Frauen oftmals systematisch erschwerten.
| Land                   | Jahr der Einführung der Zivilehe | Jahr der Einführung einer Scheidungsmöglichkeit            | Gesetzliche Grundlage, Quellen und Anmerkungen |
| ---------------------- | -------------------------------- | ---------------------------------------------------------- | --- |
| Deutschland            | 1794 (Preußen) 1875 (Reich),     | 1876, in den protestantischen Staaten seit der Reformation | Allgemeines Landrecht für die Preußischen Staaten Gesetz über die Eheschließung |
| Österreich             | 1938                             | 1938                                                       | Übernahme des deutschen Rechts, nach dem im März 1938 erfolgten „Anschluss“ Österreichs an das Deutsche Reich, mittels Gesetz zur Vereinheitlichung des Rechts der Eheschließung und der Ehescheidung im Lande Österreich und im übrigen Reichsgebiet. Vom 6. Juli 1938. RGBl. I S. 807, Nr. 106 vom 8. Juli 1938 |
| Schweiz                | 1874                             | 1907                                                       | Zivilgesetzbuch |
| Frankreich             | 1792                             | 1792; 1884                                                 | In Frankreich wurde die zivilrechtliche Ehescheidung erstmals während der Französischen Revolution eingeführt (20. September 1792). Mit der Rückkehr zur Monarchie 1816 wurde sie wieder abgeschafft. Erst mit dem Ehescheidungsgesetz vom 27. Juli 1884 wurde sie in den Code civil wieder aufgenommen. |
| Vereinigtes Königreich | 1836                             | 1857                                                       | Matrimonial Causes Act von 1857. Zivilehen wurden im Vereinigten Königreich erstmals mit dem Marriage Act of 1836 möglich. Bis zum Matrimonial Causes Act von 1857 war eine Scheidung nur durch einen Parlamentsakt möglich, der wegen seiner hohen Kosten nur für sehr Reiche in Betracht kam. Danach war der Londoner High Court das einzige Gericht des Landes, vor dem Ehen geschieden werden konnten. Es galt das Verschuldensprinzip: Männer konnten Ehebruch als Scheidungsgrund geltend machen, während Frauen über Ehebruch hinaus einen erschwerenden weiteren Grund wie Vergewaltigung oder Inzest vorbringen mussten. Mit dem Matrimonial Causes Act von 1923 kam es zu einer Gleichstellung der Geschlechter bei der Scheidung. Der Matrimonial Causes Act von 1937 führte die Scheidungsgründe der Grausamkeit, des Verlassens und der unheilbaren Geisteskrankheit neu ein. Es folgten der Divorce Reform Act von 1969 und der Matrimonial Causes Act von 1973. Die Scheidungsgründe der Grausamkeit (nun als unreasonable behaviour bezeichnet) und des Verlassens bestanden darin weiter fort; auch ohne explizite Scheidungsgründe konnten danach aber auch Paare geschieden werden, wenn sie (über die Trennung strittig) fünf oder (einvernehmlich) zwei Jahre getrennt gelebt hatten. Scheidungen konnten erstmals auch bei lokalen Amtsgerichten beantragt werden. Endgültig wurde das Verschuldensprinzip mit dem Family Law Act von 1996 abgeschafft. |
| Irland                 | 1864                             | 1995                                                       | In Irland wurde die Möglichkeit der Scheidung durch die 15. Verfassungsänderung eingeführt. Diese Verfassungsänderung wurde in einer Volksabstimmung nur mit knapper Mehrheit (50,25 % dafür und 49,75 % dagegen) gebilligt. 1986 war ein Versuch der Regierung, die Verfassung in diesem Sinn zu ändern, noch an einer Volksabstimmung gescheitert. |
| Italien                | 1809; 1866                       | 1970                                                       | In Italien wurde die Scheidung gegen den Widerstand der Katholischen Kirche parlamentarisch ermöglicht und diese Entscheidung in einem Referendum 1974 bestätigt. |
| Malta                  | 1975                             | 2011                                                       | Malta erlaubte erst ab Juli 2011 als letzter Staat der EU die Ehescheidung. In einem Referendum im Mai 2011 befürwortete die Bevölkerung mehrheitlich die Einführung der Scheidung in Malta. |
| Niederlande            | 1792; 1850                       | 1811                                                       | Einführung des französischen Code civil (nach der Einverleibung der Niederlande ins napoleonische Frankreich) |
| Polen                  | 1946                             | 1946                                                       | Scheidungen wurden erst nach der Gründung der Volksrepublik Polen möglich, gleichzeitig mit der Einführung einer einheitlichen weltlichen Personenstandsregistrierung. |
| Rumänien               | 1865                             | 1865                                                       | In Rumänien waren Ehe und Ehescheidung seit 1865 durch den französisch beeinflussten Civil Code (Codul civil al României) geregelt. |
| Schweden               | 1734                             | 1734                                                       | Das 1734 års lag (Civil Code of 1734) bestimmte, dass die christliche Heirat die einzige rechtlich gültige Form der Eheschließung sei; eine Scheidung war möglich bei Ehebruch und bei willentlichem Verlassen. Seit 1987 sind Ehe und Scheidung in einem selbstständigen Gesetzbuch (Äktenskapsbalken) geregelt; die Eheschließung muss seitdem vor einem Standesbeamten (Vigselförrättare) erfolgen, wobei neben Verwaltungsangestellten auch Priester zum Standesbeamten bestellt werden können. Als Scheidungsgrund genügt der Wunsch mindestens eines der Ehepartner, geschieden zu werden; es müssen bestimmte Bedenk- und Trennungszeiten eingehalten werden. |
| Spanien                | 1889                             | 1932; 1981                                                 | In Spanien war die zivilrechtliche Scheidung erstmals 1932 möglich geworden. Nach seiner Machtübernahme im Jahre 1936 schaffte Diktator Franco sowohl die Zivilehe als auch die Ehescheidung wieder ab. Erst am 24. Juni 1981 wurde im spanischen Parlament wieder ein Gesetz verabschiedet, das Scheidungen erlaubte. |
| Ungarn                 | 1894                             | 1894                                                       | Act XXXI von 1894. |
| Bangladesch            |                                  | 1939                                                       | Das 1971 selbstständig gewordene Land übernahm die rechtliche Regelung der Scheidung von Pakistan, aus dem es hervorgegangen ist (Dissolution of Muslim Marriages Act). |
| Indien                 | 1954                             | 1954                                                       | Special Marriage Act, 1954. In Indien existieren daneben vielfältige weitere Gesetze, die Ehescheidungen bei den Angehörigen verschiedener Glaubensgemeinschaften regeln. |
| Indonesien             |                                  | 1974                                                       | Im größten muslimischen Land der Erde können Frauen und Männer seit 1974 eine Scheidung beantragen. Bis dahin hatten nur Männer einen solchen Antrag stellen können. |
| Japan                  | 1898                             | 1898                                                       | Die zivilrechtliche Ehe nach europäischem Vorbild, einschließlich der Möglichkeit der Scheidung, wurde in Japan 1898 mit dem Meiji Civil Code (明治民法) eingeführt. Traditionsrechtlich waren Scheidungen schon vorher möglich und auch weithin verbreitet. Die Ehe ist in Japan traditionell eine Zivilehe (siehe Koseki). |
| Pakistan               |                                  | 1939                                                       | Dissolution of Muslim Marriages Act |
| Philippinen            | (1889)                           | -                                                          | In den Philippinen, die zu diesem Zeitpunkt noch eine spanische Kolonie waren, trat 1889 der spanische Civil Code in Kraft. Scheidungen sind im philippinischen bürgerlichen Recht bis heute nicht vorgesehen. Ein Civil Code wurde 1889 eingeführt; das darin dargelegte Konzept einer zivilrechtlichen Ehe wurde angesichts der sehr starken Stellung der katholischen Kirche aber nie voll implementiert. |
| Russland               |                                  | 1917                                                       | Die zivilrechtliche Ehescheidung wurde in Russland erstmals am 19. Dezember 1917 durch ein Sowjet-Gesetz möglich. Bis dahin waren Scheidungen dort unter die Gerichtsbarkeit der sehr scheidungsfeindlichen Russisch-Orthodoxen Kirche gefallen. |
| Serbien                |                                  | 1946                                                       | Die zivilrechtliche Scheidung wurde 1946 in Serbien durch das Ehegesetz eingeführt. Davor war eine Scheidung nach dem serbischen Zivilgesetzbuch ab 1844 möglich, unterlag jedoch der Gerichtsbarkeit der Kirche. |
| Türkei                 | 1926                             | 1926                                                       | Reform des türkischen Civil Code; im bis dahin geltenden religiös bestimmten Recht hatten nur Männer eine Scheidung betragen können. Im 2001 verabschiedeten Türkischen Zivilgesetzbuch gilt das Zerrüttungsprinzip. |
| Volksrepublik China    |                                  | 1950                                                       | In der Volksrepublik China waren Ehescheidungen auf der Grundlage des am 1. Mai 1950 verabschiedeten Neuen Ehegesetzes (新婚姻法) fast von der Gründung dieses Staates an möglich. Bereits in der Zeit der Tang-Dynastie hatten im Kaiserreich China Gesetze bestanden, die eine Scheidung ermöglichten. |
| Nigeria                |                                  | 1970                                                       | Matrimonial Causes Act (heute: Cap. M7 Laws of the Federation 2004) |
| Brasilien              | 1890                             | 1977                                                       | Gesetz 6.515 vom 26. Dezember 1977. Der Civil Code von 1916 hatte unter sehr eingeschränkten Bedingungen eine Annullierung erlaubt. |
| Chile                  | 1884                             | 2003/2004                                                  | Chile ermöglichte als letzter südamerikanischer Staat die Scheidung. Eine Wartefrist von 270 Tagen bis zu einer erneuten Heirat, die ausschließlich für Frauen galt, wurde im September 2020 abgeschafft. |
| Kanada                 | 1967                             | 1968                                                       | Ein einheitliches Scheidungsrecht erhielt Kanada mit dem Divorce Act of 1968. Bis dahin galt in den meisten seiner Provinzen und Territorien ein Scheidungsrecht, das auf dem britischen Matrimonial Causes Act of 1857 basierte. |
| Mexiko                 | 1859                             | 1870                                                       | 1870 Código Civil Federal; das 1859 vorausgegangene Law of Civil Matrimony hatte eine Trennung des Eherechts vom Kirchenrecht bestimmt, Ehescheidungen aber noch nicht erlaubt. |
| Vereinigte Staaten     | 1776                             | 1776                                                       | In den Vereinigten Staaten fällt das Familien- und damit das Scheidungsrecht nicht in die Zuständigkeit des Bundes, sondern in die der Bundesstaaten. In allen Bundesstaaten waren Scheidungen von Anfang an möglich. Die großen politischen Bewegungen zum Scheidungsrecht, die sich vom 19. Jahrhundert an formierten, zielten auf eine Liberalisierung des Scheidungsrechts, insbesondere auf die Abschaffung des Verschuldensprinzips. |

## Wirtschaftliche Aspekte
Stephen Jenkins (Institute for Social and Economic Research, Council of the International Association for Research on Income and Wealth) kam in einer Langzeitstudie zum Ergebnis, dass sich Männer in Großbritannien nach einer Scheidung wirtschaftlich wesentlich verbesserten, Frauen hingegen verschlechterten. Diese Aussage trifft häufig selbst dann zu, wenn es sich hierbei nicht um Väter und Mütter handelt, also die Frage der Versorgung von Kindern nicht im Raum steht.
Demgegenüber stellt die Studie Die wirtschaftlichen Folgen von Trennung und Scheidung im Auftrag des Bundesministeriums für Familie fest: Obwohl die Erwerbsbeteiligung von Haushalten Geschiedener leicht über der von Ehepaaren liegt, sind die Haushalte Geschiedener und Getrenntlebender in den unteren Einkommensklassen deutlich überrepräsentiert. Geschiedene Männer sind von den negativen Effekten allerdings geringer betroffen als geschiedene Frauen.
Seit der Unterhaltsrechtsreform von 2008 können Alleinerziehende in Deutschland einen Betreuungsunterhalt seitens ihres Ex-Partners nur erwarten, wenn ihr Kind jünger als drei Jahre ist, außer wenn Anspruch auf Billigkeitsunterhalt besteht (etwa, wenn keine Betreuungsmöglichkeit verfügbar oder das Kind behindert ist). Ansonsten sollte die Verpflichtung zu nachehelicher Unterhaltszahlung nur solange dauern, bis sich der bedürftige Ehepartner beruflich neu orientiert hatte und ihm der Alleinunterhalt zuzumuten war. Grundsätzlich gelten diese Kriterien auch weiterhin, allerdings zeigte es sich, dass ihre Anwendung immer wieder zu besonderen Härten führte, wenn sie (wie vom Gesetzgeber ursprünglich gewollt) als alleiniger Maßstab herangezogen wurden. Solche Härtefälle gab es z. B., wenn der bedürftige Partner bereits im fortgeschrittenen Lebensalter oder aber auch – bei einer langen Ehedauer – bereits vor geraumer Zeit aus dem Berufsleben ausgeschieden war. Daher führte der Gesetzgeber am 1. März 2013 zusätzlich den § 1578b BGB ein, der eine lange Ehedauer auch als alleinigen Grund für eine längerfristige oder gar unbefristete Unterhaltspflicht zulässt, wobei indes nicht definiert ist, was unter einer langen Ehedauer genau zu verstehen ist.
Die während der Ehe erworbenen Versorgungsansprüche werden in Deutschland grundsätzlich hälftig aufgeteilt. Daneben gibt es jedoch seit 2009 die Möglichkeit, dass sich ein Ehepartner für eine individuelle Lösung – z. B. bei einer betrieblichen Altersversorgung – entscheidet, um Nachteile im Falle einer Scheidung auszugleichen.

## Soziale und psychologische Perspektive
Die Scheidung ist eine Episode im mehr oder minder langen Prozess der Beziehungsauflösung, wobei allerdings nicht jede gescheiterte Ehe auch geschieden wird.

## Die Position in den Religionen

### Judentum
Im Judentum ist die Scheidung ein komplexer Akt, der eine Korrektur der Vergangenheit darstellt: Ähnlich wie die Buße ein in der Vergangenheit zerschnittenes Band zwischen dem Menschen und JHWH wieder knüpft, kann durch die Scheidung das in der Vergangenheit gesetzte Band zweier Seelen rückwirkend gelöst werden. Die Vorschrift ist in wenigen Zeilen der Thora zu finden. Eine Scheidung ist jederzeit ohne Begründung von beiden Seiten möglich. Allerdings gibt es seit Jahrhunderten Probleme, wenn die Frau die Scheidung will. Der Mann muss sie ziehen lassen und darf ihr den Scheidebrief (get) nicht verweigern. Da aber – außer in Israel – der get nirgends einklagbar ist, ist einer Aguna, also einer Frau, die keinen Scheidebrief erhalten hat, die Wiederheirat verwehrt.

### Christentum
Bis ins 20. Jahrhundert hinein lehnten die meisten westlichen Kirchen eine Scheidung kategorisch ab. Die römisch-katholische Kirche sowie der überwiegende Teil der pietistisch geprägten, täuferischen und charismatischen Kirchen halten in unterschiedlichem Grade bis heute daran fest. Grundlage für die restriktive Beurteilung ist Matthäus 19,3–9 : Jesus wendet sich hier scharf gegen die im mosaischen Gesetz (ausschließlich Männern) eingeräumte Möglichkeit zur Scheidung (5. Mose 24,1 ff.), allerdings unter dem Vorbehalt der sogenannten Unzuchtsklausel (wobei die Anwendung des sog. Scheidebriefes bereits im Alten Testament als weitgehend verwerflich gebrandmarkt worden war: Mal 2,10–16 ).

#### Römisch-katholische Kirche
Nach dem Rechtsverständnis der römisch-katholischen Kirche ist eine Scheidung nur in zwei eng begrenzten Fällen möglich: Wenn sich einer der beiden Eheleute, die zur Zeit der Eheschließung beide ungetauft waren, taufen lässt, und der ungetauft Bleibende den christlichen Glauben nicht akzeptiert und sich entweder deswegen trennen möchte oder „den Schöpfer lästert“, dann kann der getaufte Partner eine neue Ehe mit einem Getauften eingehen, was die erste (nichtsakramentale) Ehe auflöst (Paulinisches Privileg).
Zweitens kann der Papst die Eheauflösung gewähren, wenn die Ehe nicht vollzogen wurde; diese Gewährung wird jedoch nur äußerst selten erteilt. Dies ist nicht mit der impotentia coeundi (sogenanntes Ehehindernis göttlichen Rechts) zu verwechseln, bei der die nachträgliche Ungültigerklärung einer Ehe möglich ist (Schutz-Canon gegen „Alibi-Ehen“). In letzterem Falle gilt die Ehe als nie wirksam geschlossen, während es bei einer Auflösung einer nicht vollzogenen Ehe durch den Papst dabei bleibt, dass die Ehe tatsächlich bestanden hat, so dass man von einer Scheidung sprechen kann. Anders verhält es sich bei der Eheannullierung, die voraussetzt, dass eine Ehe nicht ordnungsgemäß zustande gekommen ist.
In Fällen von Ehezerrüttung oder Ehebruch o. ä. gesteht die Kirche in besonderen Härtefällen (etwa bei einem „Kuckuckskind“ oder manifester Gewalt) den Eheleuten nur die „Trennung von Tisch und Bett“ (lateinisch separatio quoad torum et mensam), nicht aber die Scheidung zu. Dies wird damit begründet, dass die katholische Ehe ein Sakrament und unauflöslich ist. Der Geschiedene bleibt, sofern er nicht Gründe für eine Trennung von Tisch und Bett hat, weiterhin zur ehelichen Lebensgemeinschaft verpflichtet, und auch in diesem Fall zur Keuschheit, da das Eheband fortbesteht. Bei dauerhafter Trennung von Tisch und Bett, die der Kirche mitgeteilt werden muss, ist, falls erforderlich, auch die Scheidung erlaubt, eine Wiederheirat jedoch nicht, weil die Kirche darin den Widerruf des ehelichen Treuegelöbnisses sieht, in dem die Kirche die Unwiderruflichkeit der Liebe Gottes feiert. Deshalb ist nicht zur heiligen Kommunion zugelassen, wer in einer solch widersprüchlichen Situation lebt. 2017 wurde unter Papst Franziskus mit dem Schreiben Amoris laetitia in Ausnahmefällen die Gewissensentscheidung Betroffener gewürdigt, so dass die Zulassung zu den Sakramenten aus Gründen der Barmherzigkeit im Einzelfall erlaubt sein kann. Papst Franziskus hatte zuvor im Oktober 2014 eine außerordentliche Bischofssynode zu den pastoralen Herausforderungen der Familie im Kontext der Evangelisierung, bei der auch die Pastoral für wiederverheiratete Geschiedene thematisiert wurde, einberufen. Im Dezember 2014 veröffentlichte die Deutsche Bischofskonferenz eine Textsammlung zur Bischofssynode 2014, in der unter anderem die „verantwortbaren und pastoral angemessenen Wege zur Begleitung wiederverheiratet Geschiedener“ angesprochen werden. Zugleich warnte der Vorsitzende der Bischofskonferenz, Reinhard Marx, vor Scheidung und Wiederheirat; diese führten oft zu einer Distanzierung von der Kirche.
Auch Geschiedene, die nicht getauft sind, können keine neue gültig geschlossene Ehe mit einem katholischen Partner eingehen, weil sie durch die zivile Trauung von der Natur der Ehe her gebunden sind.

#### Ostkirchen
Nach orthodoxer Lehre ist das alttestamentliche Gesetz durch Christus gegeben; wenn er darin „wegen der Härte der Herzen“ eine Scheidung erlaubt hat, so ist seine Äußerung im Neuen Testament nicht als Widerspruch dagegen zu verstehen (denn Gott widerspricht sich nicht), sondern als Warnung gegen eine auf die leichte Schulter genommene Scheidung. In diesem Sinne wenden die orthodoxen Kirchen in der Praxis ein Prinzip der Barmherzigkeit an (oikonomia). Die orthodoxen Ostkirchen (orthodoxe Kirchen im engeren Sinne) erlauben bis zu maximal drei Eheschließungen. Die Zeremonie zu einer Wiederheirat ist allerdings weit weniger feierlich als die zu einer ersten Heirat; vielmehr überwiegt der Gedanke der Buße. Vor einer dritten kirchlichen Hochzeit wird ein Jahr strenger Buße vorausgesetzt.

#### Protestantische Kirchen
Spätestens seit 1970 ist die Ehescheidung in den evangelischen Landeskirchen Deutschlands, in vielen protestantischen „Mainline Churches“ in den Vereinigten Staaten sowie in gemäßigten protestantischen Kirchen in anderen westlichen Industriestaaten allgemein anerkannt. In der evangelikalen Mainstream-Literatur gibt es eine große Bandbreite an geäußerten Meinungen sowohl zum Thema Scheidung wie Wiederheirat. Auf evangelischer Seite gilt die Ehe als Element der „guten weltlichen Ordnung“, sie ist nach Martin Luther kein Sakrament und kann weltlich aufgelöst werden. Vielerorts – jedoch nicht überall – wird eine Wiederheirat da als zulässig angesehen, wo auch eine Scheidung als erlaubt gilt. Allgemein stimmen zahlreiche Autoren, basierend auf 1 Kor 7,10f.  und anderen Bibelstellen, folgender Interpretation zu: Eine Wiederheirat ist möglich, wenn die Scheidung vor der Hinwendung zum christlichen Glauben erfolgt ist. Eine Scheidung wird als zulässig gesehen, wenn ein Partner unmoralisch oder gewalttätig lebt oder reuelos über hartes Unrecht bleibt. Ist ein Christ mit einem Nicht-Christen verheiratet, darf der christliche Teil im Prinzip keine Scheidung verlangen, außer bei Gewalttätigkeit. Wenn jedoch der nicht-christliche Teil eine Scheidung will, darf der christliche Teil einwilligen. Witwen ist die Wiederheirat erlaubt (1 Kor 7,39 ).

##### Scheidungsgottesdienste und Scheidungsrituale
In manchen evangelischen Kirchen gibt es die Möglichkeit, anlässlich einer Scheidung einen Gottesdienst in besonderen Lebenslagen abzuhalten (Kasualien), um einer zerbrochenen Ehe einen würdigen Abschluss zu verleihen. Hiervon wird allerdings bisher nur selten Gebrauch gemacht. Als Argumente für ein solch gottesdienstliches Ritual wird angeführt, dass Menschen nach dem Zerbrechen einer Ehe mehr Unterstützung benötigen als beim Schließen des Ehebundes; hierbei sei ein offizieller Akt hilfreich. Im Mittelpunkt des Gottesdienstes stehen Vergebung, Trost, Abschied, Rückschau, Loslassen, Dank für Gewesenes, gegenseitiges Verzeihen und ein versöhnteres Auseinandergehen. Dogmatische Bedenken gegen die Ehescheidung treten dabei in den Hintergrund. Auch andere rituelle Formen zur kirchlichen Begleitung einer Scheidung werden in den evangelischen Kirchen – nicht nur in Deutschland, Österreich und der Schweiz – seit mehreren Jahrzehnten angeboten. Das Spektrum an Trennungs- und Scheidungsritualen, die meist von kirchlichen Amtspersonen durchgeführt werden, ist groß. Margot Käßmann und Peter Karner haben für die Etablierung von Scheidungsritualen in gottesdienstlichen und nicht-gottesdienstlichen Formen Pionierarbeit geleistet. Trotz eines bestehenden Angebots und prominenter Fürsprecher betonen viele evangelische Kirchen und Gemeinden bis heute auf ihren Websites nachdrücklich, dass es kein offizielles Scheidungsritual in den evangelischen Kirche gibt.

### Islam
Im Islam gibt es die Möglichkeit zur Scheidung in einigen Ausdifferenzierungen (→ Scheidung einer islamischen Ehe; Talāq seitens des Mannes; Chulʿ seitens der Frau).

### Bahaitum
Im Bahaitum ist die Scheidung grundsätzlich möglich, wenn starke Abneigung zwischen den Ehepartnern entstanden ist und ein Trennungsjahr eingehalten wird. Prinzipiell wird eine Scheidung jedoch missbilligt, da die Ehe als ewiges und heiliges, sowohl körperliches als auch geistiges, Band betrachtet wird. Mann und Frau sind in dieser und, nach dem körperlichen Tod, in der nächsten – geistigen – Welt zusammen. Allgemein wird großer Wert auf Eintracht und Einheit in sozialen Beziehungen gelegt. Probleme innerhalb der Ehe sollen per Beratung untereinander und gegebenenfalls mit Dritten überwunden werden. Die Ehepartner sollen miteinander Geduld üben und jeglichen Zorn vermeiden.
Ist das Trennungsjahr jedoch absolviert, steht einer Scheidung formell nichts im Wege. Eine weitere Begründung für die Scheidung, abgesehen von der implizierten Entfremdung der Eheleute, ist dann nicht notwendig. Eine erneute Heirat ist erst nach dem Ablaufen des Trennungsjahres möglich und setzt keine weiteren Bedingungen voraus, abgesehen von der Ehrlichkeit über die frühere Ehe und den normalen Ehevoraussetzungen. Innerhalb des Trennungsjahres hat der Hauptverdiener die Pflicht den Ehepartner weiterhin zu versorgen. Im Falle von Kindern soll die Sorge für diese durch beide Ehepartner weiterhin gesichert bleiben.
Die Institutionen des Bahaitums sollen Ehepaaren bei der Bewältigung ihrer Probleme unterstützend zur Seite stehen und im Falle einer Scheidung vermittelnd wirken.
Sollte ein Ehepartner ohne Spur verschwinden, ist das Scheidungsjahr ebenso einzuhalten. Häusliche Gewalt und das Verstoßen oder Zurücklassen eines Partners sind untersagt.

## Ehescheidung als Thema in Literatur und Film

### Filme
- Szenen einer Ehe (Scener ur ett äktenskap), Schweden 1973
- Seine Scheidung, ihre Scheidung (Divorce His, Divorce Hers), USA, Vereinigtes Königreich 1973
- Eine entheiratete Frau (An Unmarried Woman), USA 1978
- Kramer gegen Kramer (Kramer vs. Kramer), USA 1979
- Mrs. Doubtfire – Das stachelige Kindermädchen (Mrs. Doubtfire), USA 1993
- Blue Valentine, USA 2010
- Nader und Simin – Eine Trennung, (Nader and Simin, A Separation) Iran 2011, Oscargewinner
- Marriage Story, USA 2019
- Der Rosenkrieg, USA 1989